# Панафриканизам
Панафриканизам је идеологија и покрет који подстиче на јединство становника афричког континента с циљем остварења економског, социјалног и политичког напретка. Панафриканизам такође потиче афричку дијаспору да гради и одржава везе са својим континентом.
Идејни зачетници панафриканизма били су гански вођа Кваме Нкрума и либијски Муамер ел Гадафи. Ова политика се заснива на „колективној самоодрживости“, односно на идеји да ће солидарност међу афричким народима обезбедити самоодрживост, што би аутоматски довело до јачања утицаја и снаге свих Африканаца у свету.
У контексту филозофије, панафриканизам представља агрегацију историјског, културног, духовног, уметничког, научног и филозофског наслеђа свих афричких народа од давнина до данас, те је тако обједињујући фактор свих афричких цивилизација и њихове борбе против ропства, расизма, колонијализма и неоколонијализма.
Највећа панафриканистичка организација је Афричка унија.